# Малыновский, Александр
Александр Малыно́вский (укр. Олександр Малиновский, 12.01.1888 г., Жуков, Австро-Венгерская империя — 18.11.1957 г., Брэдфорд, Великобритания) — капитан украинской армии в 1919 году, грекокатолический священник, вице-ректор Львовской духовной семинарии, администратор апостольского экзархата Лемковщины с 5 февраля 1941 года по 1945 год. Участвовал в деятельности Украинского главного освободительного совета. Во время оккупации Польши был сторонником украинизации лемков, пользовался поддержкой немецкой оккупационной власти.

## Биография
После занятия советской армией Львова Александр Малыновский перебрался на германскую сторону. 10 июня 1940 года он был назначен генеральным викарием апостольского экзархата Лемковщины. После смерти священника Якуба Медвецкого под давлением коллаборационистского Украинского центрального комитета 5 февраля 1941 года был назначен нунцием Чезаре Орсениго администратором апостольского экзархата Лемковщины.
В своей деятельности Александр Малыновский возобновил политику украинизации лемков, сотрудничал с германскими оккупационными властями, Организацией украинских националистов и УПА.
В начале 1944 года перевёл центр апостольского экзархата Лемковщины из Санока в Крыницу и в феврале 1945 года — во Врублик-Шляхецкий. В конце 1945 года возвратился в Санок.
В сентябре 1945 года Александр Малыновский, опасаясь ареста коммунистическими властями, перебрался с отрядом УПА через Чехословакию в Баварию в американскую зону оккупации Германии.

## Источник
- Krzysztof Z. Nowakowski, Administracja Apostolska Łemkowszczyzny w latach 1939—1947, Polska — Ukraina. 1000 lat sąsiedztwa, t. 3, Przemyśl, 1996
- Henryk Borcz. Struktury kościoła greckokatolickiego, Dekanat sanocki w latach 1944—1956. Powiat sanocki 1944—1956. стр. 63 ISBN 978-83-60380-13-0